# Archidiocèse de San José de Costa Rica
L'archidiocèse de San José de Costa Rica (en latin : Archidioecesis Sancti Iosephi in Costarica ; en espagnol : Arquidiócesis de San José de Costa Rica) est un archidiocèse métropolitain de l'Église catholique appartenant à la région ecclésiastique du Costa Rica. C'est le premier diocèse créé dans le pays.

## Territoire
L'archidiocèse s'étend sur deux provinces du Costa Rica. Une partie est située dans la province de San José, l'autre fraction de cette province étant gérée par les diocèses de Cartago et San Isidro de El General. Une autre partie est dans la province d'Heredia dont l'autre fraction est gérée par le diocèse de Ciudad Quesada.
Il possède un territoire d'une superficie de 2 686 km2 divisé en 107 paroisses. L'archevêché est à San José avec la cathédrale Saint-Joseph.

## Histoire
Le diocèse de San José est érigé le 28 février 1850 par la bulle Christianae religionis auctor du pape Pie IX en prenant sur le territoire du diocèse de León en Nicaragua. Lors de sa création, il est nommé suffragant de l'archidiocèse de Santiago de Guatemala car c'est le seul diocèse de tout le Costa Rica.
L'église du Saint-Christ à Alajuelita, qui conserve une réplique du Christ noir d'Esquipulas, est appelée « sanctuaire national » par le pape Pie X le 15 janvier 1907, avant la définition du statut de sanctuaire national que la Conférence épiscopale du Costa Rica lui confère depuis.
Le diocèse est élevé au rang d'archidiocèse métropolitain le 16 février 1921 par la bulle Praedecessorum nostrorum du pape Benoît XV. Dans le même temps il cède des portions de son territoire pour la création du diocèse d'Alajuela et du vicariat apostolique de Limón (aujourd'hui diocèse de Limón) qui deviennent ses suffragants ; le vicariat apostolique étant également soumis à la juridiction de la congrégation pour la propagation de la foi,.
En 1921, avec la création de la province ecclésiastique et le premier centenaire de l'indépendence national, vient l'idée de consacrer le Costa Rica au Sacré-Cœur de Jésus, qui est très populaire à cette époque surtout grâce à Carolina Dent Alvarado, une laïque qui s’évertue à répandre cette dévotion. Peu après sa nomination comme premier archevêque, Rafael Otón Castro Jiménez consacre l'archidiocèse au Sacré-Cœur le 4 novembre 1921,.
Le 19 mars 1945, l'archevêque Sanabria reconnaît saint Joseph comme patron de l'archidiocèse.
Le 19 août 1954, l'archidiocèse donne d'autres portions de territoire pour l'érection du diocèse de San Isidro de El General. Il cède de nouvelles portions de territoire le 24 mai 2005 au profit de l'établissement du diocèse de Cartago.
En 2007, la conférence épiscopale du Costa Rica décrète que le sanctuaire du Sacré-Cœur-de-Jésus de San José est un sanctuaire national. En 2021, La même conférence donne aussi ce titre à la cathédrale métropolitaine Saint-Joseph.

## Évêques et archevêques
- Anselmo Llorente y La Fuente (1851-1871)[4]
  - Sede vacante (1871-1880)
- Bernard Auguste Thiel (1880-1901)
  - Sede vacante (1901-1904)
- Juan Gaspar Stork, C.M (1904-1920)
- Rafael Otón Castro Jiménez (1921-1939) 1er archevêque du diocèse
- Víctor Manuel Sanabria Martínez (1940-1952)
- Rubén Odio Herrera (1952-1959)
- Carlos Humberto Rodríguez Quirós (1960-1979)
- Román Arrieta Villalobos (1979-2002)
- Hugo Barrantes Ureña (2002-2013)
- José Rafael Quirós Quirós (2013- )